# Prionoptera socorrensis
Prionoptera socorrensis är en fjärilsart som beskrevs av Paul Dognin 1912. Prionoptera socorrensis ingår i släktet Prionoptera och familjen nattflyn. Inga underarter finns listade i Catalogue of Life.